# Daughtry
Daughtry est un groupe de rock américain formé en Caroline du Nord à la suite de la saison 2006 de American Idol, après l'élimination de Chris Daughtry en finale. Il fondera et chantera dans ce groupe auquel il donne son nom.

## Biographie
Avec l'aide de compositeurs et auteurs d'autres groupes de rock comme Chad Kroeger (Nickelback), ainsi que Brent Smith (Shinedown), ils sortent leur premier album intitulé Daughtry dont est extrait It's not Over, qui s'est écoulé dans le monde entier à plus de sept millions d'exemplaires, ainsi que Crashed, single diffusé en radio notamment popularisé par une campagne promotionnelle pour la franchise à succès Bionicle. 
Leur second album, intitulé Leave This Town, est sorti le 14 juillet 2009 aux États-Unis, s'est vendu à 1 307 000 copies jusqu'en novembre 2011.
Chris Daughtry a écrit toutes les paroles de leur troisième album, Break the Spell, sorti le 21 novembre 2011. Trois vidéoclips ont été produits pour cet album, le premier pour Crawling back to you en 2011, l'autre en 2012 pour Outta my head et Start Of Something Good.

## Membres
Membres actuels
- Chris Daughtry – chant, guitare (2006–)
- Josh Paul (en) – basse, chœurs (2006–)
- Josh Steely – Guitare principale, Chœurs (2006–)
- Brian Craddock – Guitare rythmique, Chœurs (2007–)
- Robin Diaz – Batterie, percussion (2010–)

Anciens Membres
- Jeremy Brady – Guitare Rythmique, chœurs (2006–2007)
- Joey Barnes – Batterie, percussion, clavier, Chœurs (2006–2010)

## Autres
- Le chanteur et guitariste de Nickelback, Chad Kroeger a participé au premier album.
- Le chanteur du groupe Shinedown, Brent Smith a coécrit le titre There and Back Again tiré de l'album éponyme.
- La chanson September a été écrite principalement par le bassiste du groupe.Daughtry en concert en 2007.

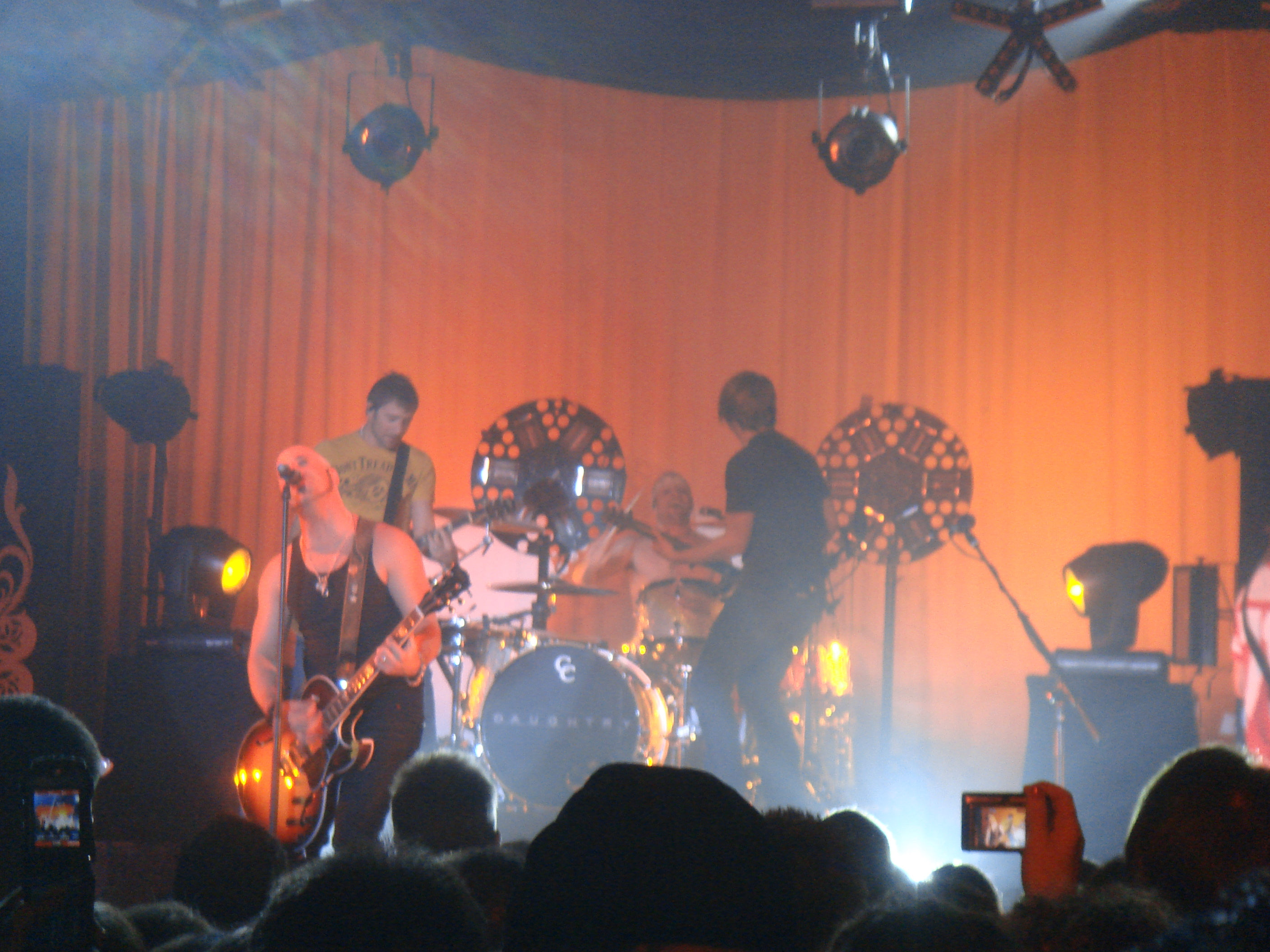
Daughtry en concert en 2007.